# Alfonso Chanfreau
Alfonso René Chanfreau Oyarce (Santiago, 22 de diciembre de 1950-desaparecido, 13 de agosto de 1974) fue un estudiante de filosofía y dirigente estudiantil chileno, militante del Movimiento de Izquierda Revolucionaria (MIR) y detenido desaparecido durante la dictadura militar.

## Primeros años
Alfonso René Chanfreau Oyarce nació el 22 de diciembre de 1950 en Santiago, Chile, con ciudadanía francesa por parte de su padre. Estudió y fue dirigente estudiantil en el Liceo Gabriela Mistral de Independencia. A finales de 1968 se unió al Movimiento de Izquierda Revolucionaria (MIR), antes de eso perteneció a las Juventudes Comunistas. Ese mismo año conoció y empezó una relación con Erika Hennings, también de las Juventudes Comunistas. Posteriormente, Chanfreau entró a estudiar filosofía en la Universidad de Chile, donde ejerció como dirigente y coordinador del MIR. En 1972, Hennings y Chanfreau se casaron y tuvieron una hija.

## Detención y desaparición
El 30 de julio de 1974 cerca de las 23:30 horas, Alfonso Chanfreau se encontraba en su domicilio, situado en la calle Escanilla en la actual comuna de Independencia, junto a su esposa, Erika Hennings y a la pequeña hija de ambos. Agentes armados ingresaron al departamento, allanándolo. Su esposa pudo reconocer entre los agentes de la DINA a Osvaldo Romo y Gerardo Godoy García. Los agentes le indicaron que llevaban detenido con ellos a Alfonso Chanfreau. Este les pidió que llevaran a su mujer e hija a la casa de los padres de Erika, a lo cual los efectivos accedieron, trasladándolas en una camioneta Chevrolet C 10 sin patente. Una vez en el domicilio de sus padres, Erika se comunicó con su cuñada, quién se comunicó con la Embajada de Francia, dado que Alfonso tenía nacionalidad francesa. Esa mañana los agentes de la DINA volvieron al domicilio de los padres de Erika para detenerla, tras lo cual fue llevada al centro de detención de Londres 38.
En este recinto Erika estuvo detenida junto con otras mujeres. Ella fue llevada allí para que Alfonso Chanfreau se diera cuenta que estaba detenida junto a él. Parte de la tortura a la que fue sometido Chanfreau fue saber que su esposa también estaba siendo torturada. En algunas ocasiones dejaron que ambos esposos pudieran compartir juntos en el recinto de reclusión. Erika estuvo 17 días detenida y durante todos los días en que ambos estuvieron en ese recinto, Alfonso fue torturado diariamente. En varias oportunidades lo sacaron del recinto de Londres para ser llevado a Villa Grimaldi donde siguieron los tormentos. En una declaración judicial la exagente, Luz Arce declaró: "en cierta ocasión, cuando me llevaban desde Villa Grimaldi a Londres 38, me suben a la camioneta y veo a una persona con las manos y las piernas abiertas tirado al fondo, casi muerto. Al menos ese era su aspecto. Era Alfonso Chanfreau, que había sido torturado”.
Erika Hennings vio por última vez a su marido el 13 de agosto de 1974, en el recinto de Londres 38. En esa oportunidad hicieron despedirse a los esposos, debido a que Chanfreau sería trasladado a otro recinto. Desde esa oportunidad, se perdió todo rastro de Alfonso Chanfreau. Erika fue trasladada a Cuatro Álamos junto a otros detenidos, entre los que se encontraba Muriel Dockendorff, actualmente detenida desaparecida. Luego fue trasladada a Tres Álamos, donde permaneció detenida hasta el 7 de noviembre de 1974, fecha en que fue expulsada a Francia. Personas detenidas en Londres 38 han señalado que Chanfreau fue trasladado al centro de detención de Colonia Dignidad, en el sur del país.

## Primeras reacciones
Unos días después de su detención, el 7 de agosto de 1974, se interpuso ante la Corte de Apelaciones de Santiago el recurso de amparo rol 886 74 en favor de Alfonso René Chanfreau y de Erika Hennings. Sin embargo, esta solicitud no tuvo la prontitud necesaria, dado que el fallo del recurso demoró más de cuatro meses.
La dilación se originó en el hecho de que, cada vez que se consultaba al Ministerio del Interior, respondían solamente que Alfonso Chanfreau no había sido detenido, sin entregar más información. Respecto de Erika Hennings, se informó que fue expulsada del país por el Decreto Exento N°1758 de fecha 29 de octubre de 1974. El recurso de amparo fue rechazado con fecha 17 de diciembre de 1974, aduciendo la Corte que: "de los informes recibidos se desprende que Alfonso Chanfreau Oyarce no se encuentra detenido y que el informe del Ministerio del Interior señaló que Erika Hennings Cepeda estuvo detenida, pero fue expulsada del país". La Corte ordenó que se remitieran los antecedentes al Juez del Crimen para que instruyera sumario por la posible comisión de un delito en contra de Alfonso Chanfreau. Se inició ante el Tercer Juzgado del Crimen de Santiago la causa rol N°117.286.

### Aparición en el caso de los 119
Alfonso Chanfreau fue parte del listado de la Operación Colombo también conocida como el caso de los 119 chilenos que fueron acusados de haberse eliminado entre sí. Esta fue una acción comunicacional de la DINA, donde se dio a conocer en la revista argentina "LEA" y en el periódico brasileño "O'DIA", una lista de 119 ciudadanos chilenos. Las investigaciones judiciales originadas a raíz de esa nómina permitieron concluir que se trataba de publicaciones que imprimieron un solo número, sin editor responsable y cuyas direcciones resultaron falsas. Los 119 nombres corresponden a personas detenidas por los servicios de seguridad y en particular por la DINA, las cuales se encontraban desaparecidas.

## Procesos judiciales

### En dictadura
El proceso judicial de Alfonso Chanfreau no tuvo resultados, dado que el 30 de abril de 1976, el Tribunal ordenó el cierre del sumario y dictó sobreseimiento temporal por no encontrarse acreditado el delito denunciado. Luego, el 30 de diciembre de 1976, la Corte de Apelaciones ordenó que se repusiera la causa al estado de sumario, pero el tribunal declaró cerrado nuevamente el sumario con fecha 9 de septiembre de 1977, sobreseyendo temporalmente la causa. Esa resolución fue aprobada por la Corte de Apelaciones el 19 de octubre de 1977. A partir del 13 de junio de 1979, la tramitación de la causa prosiguió en manos del Ministro Servando Jordán, quien había sido designado para investigar casos de detenidos desaparecidos. El Ministro ordenó una serie de diligencias al Juzgado de Parral en relación con la posible estadía de Chanfreau en Colonia Dignidad, las que no dieron resultados positivos. El 21 de septiembre de 1979, el ministro declaró cerrado el sumario y la Corte de Apelaciones confirmó esa resolución el 5 de noviembre de ese mismo año. El 16 de noviembre de 1979, el ministro Jordán dictó el sobreseimiento temporal y la Corte de Apelaciones confirmó esa resolución el 28 de abril de 1980.

### En democracia
Al regreso de la democracia en Chile, se reactivó el proceso judicial de Alfonso Chanfreau. Así el 17 de mayo de 1990, se solicitó la reapertura del sumario de la causa rol 117.286 en el Tercer Juzgado del Crimen, fundamentándose la petición en la existencia de nuevos antecedentes y en la necesidad de llevar a cabo una serie de diligencias pendientes. El proceso fue reabierto y se decretaron todas las diligencias solicitadas. Así, en agosto y octubre de 1990 y luego en noviembre de 1991, compareció Marcia Alejandra Merino Vega para expresar que colaboró con la DINA por no tener otra alternativa, presionada física y psíquicamente para ello. Con respecto a Alfonso Chanfreau, manifestó que él se encontraba ya detenido en Londres 38 cuando ella ingresó a dicho lugar.
En junio de 1990, la Corte de Apelaciones de Santiago designó a la magistrada, Gloria Olivares Godoy, en carácter de Ministra en Visita Extraordinaria, para continuar la tramitación de la causa 117.286. Ante ella comparecieron testigos que declararon haber visto a Chanfreau detenido y torturado en el recinto de Londres 38 en 1974. Ante la ministra declaró Erika Hennings, ratificando todo lo que había señalado antes y ampliando sus declaraciones en cuanto a las torturas que le fueron infligidas junto a su marido y a las características de los aprehensores. Además, Hennings reconstituyó extensa y pormenorizadamente las características del inmueble de Londres 38, al que había acudido en la visita personal efectuada por la ministra Olivares, siendo acompañada por varios ex detenidos. La Policía de Investigaciones hizo entrega a la ministra en visita de una vasta orden de investigar, en la cual concluye que agentes de la DINA tendrían responsabilidad directa en la detención y posterior desaparecimiento de la víctima. Se señaló que Alfonso Chanfreau permaneció por espacio de 14 días detenido en Londres 38 y que era sacado a Villa Grimaldi exclusivamente para ser interrogado con apremios físicos.
La jueza realizó la diligencia de reconstitución de la detención el 12 de agosto, en el domicilio del matrimonio Chanfreau Hennings en la calle Escanilla 661. A esa diligencia asistieron los agentes de la DINA, como también Erika Hennings. Se realizó la diligencia de careo entre exagentes. Miguel Krassnoff fue interrogado y careado con Erika Hennings y Luz Arce Sandoval, negando su participación en los hechos. 
El exagente de la DINA, Osvaldo Romo había sido ubicado en Brasil, país donde residía con identidad falsa. Romo fue detenido y posteriormente expulsado de ese país, y a su arribo a Chile fue detenido por Investigaciones. Dentro de varias informaciones entregadas por el agente, se encuentra su reconocimiento como agente de la DINA y la participación de ese organismo en su salida de Chile. La investigación de la ministra Olivares lograba el esclarecimiento de los hechos, y de las responsabilidades de la DINA en la detención y desaparición de Alfonso Chanfreau. Esta investigación llegó a su fin cuando en noviembre de 1992, la Corte Suprema dirimiendo una contienda de competencia, radicó la causa en la Justicia Militar. Así, la causa fue trasladada a la 4.ª. Fiscalía Militar bajo el rol 706 92, quedando paralizada la investigación.

#### Informe Rettig
Familiares de Alfonso Chanfreau presentaron su testimonio ante la Comisión Rettig, Comisión de Verdad que tuvo la misión de calificar casos de detenidos desaparecidos y ejecutados durante la dictadura. Sobre el caso de Chanfreau, el Informe Rettig señaló que:

“El 30 de julio de 1974 fue detenido en su domicilio de la zona norte de Santiago, por agentes de la DINA, el dirigente del MIR Alfonso René CHANFREAU OYARCE. Al día siguiente fue detenida su cónyuge, la que permaneció con él en Londres N° 38 para ser luego puesta en libertad. Alfonso Chanfreau permaneció en el recinto de la DINA de Londres N° 38, pero también hay antecedentes de que posteriormente fue llevado a Villa Grimaldi para ser interrogado. La Comisión está convencida de que su desaparición fue obra de agentes del Estado, quienes violaron así sus derechos humanos”.

El Informe Rettig comete un error. La esposa de Alfonso Chanfreau no fue puesta en libertad, sino expulsada de Chile para vivir en exilio en Francia. Luego de Londres 38, Erika Hennings estuvo detenida en los recintos de prisioneros Cuatro y Tres Álamos. Por intervención del gobierno de Francia fue expulsada del país. Erika tenía la nacionalidad francesa por Alfonso, quien la tenía gracias a su padre, por lo que Erika junto a su pequeña hija partieron al exilio a Francia, donde participaron de las campañas de exigencia de Verdad y Justicia para las víctimas de la dictadura.

### Juicio en Francia
Ante la ausencia de justicia a los culpables del crimen de Alfonso Chanfreau, se exigió justicia en Francia, dado que era ciudadano francés. En octubre de 1998 se interpuso una acción ante los tribunales de justicia franceses en el Tribunal de Grande Instance de París por cuatro chilenos franceses que tenían doble nacionalidad: Georges Klein, Etienne Pesle, Alfonso Chanfreau y Jean-Yves Claudet, todos víctimas de la dictadura calificados en el Informe Rettig. Entre los 14 acusados como responsables de esos crímenes estaban el general Manuel Contreras, exjefe de la DINA como su superior, el exdictador Augusto Pinochet, quién fue acusado en el caso, pero murió el 10 de diciembre de 2006, pocas semanas antes de la acusación por parte de la justicia francesa.
Finalmente se llevó a cabo en París el juicio criminal por la muerte de los cuatro chileno-franceses. Este se desarrolló entre el 8 y el 17 de diciembre de 2010. Estuvieron presentes los familiares de las cuatro víctimas, quienes fueron acompañados por testigos, expertos que declararon ante los jueces. Ninguno de los responsables citados se hizo presente en el juicio, a pesar de que fueron convocados por los tribunales franceses. El 17 de diciembre de 2010, el presidente de la corte penal de París dio a conocer un histórico fallo en relación con la desaparición forzada de los cuatro franco-chilenos Georges Klein, Etienne Pesle, Alfonso Chanfeau y Jean-Yves Claudet, señalando como culpables de esos crímenes a: Manuel Contreras Sepúlveda y Pedro Espinoza Bravo, condenados a la pena máxima de cadena perpetua; Hernán Julio Brady Roche, Marcelo Luis Moren Brito, Miguel Krassnoff Martchenko, condenados a 30 años de prisión; Gerardo Ernesto Godoy García, Basclay Humberto Zapata Reyes, Enrique Lautaro Arancibia Clavel, Raúl Iturriaga Neumann, Luis Joaquim Ramírez Pineda, José Osvaldo Riveiro, condenados a 25 años de prisión; Rafael Francisco Ahumada Valderama, condenado a 20 años de prisión y Emilio Sandoval Poo, condenado a 15 años de prisión.
El 21 de junio de 2011, la Corte Penal de París emitió órdenes de detención en contra de doce uniformados y un civil responsables de la desaparición, secuestro y tortura de los cuatro ciudadanos franco-chilenos bajo la dictadura militar. Se le entregó a Manuel Contreras una copia del fallo en su reclusión en el penal Cordillera.

### Nuevo proceso por la justicia chilena
Luego de años de ausencia de justicia, nuevamente se volvió a investigar el crimen de Alfonso Chanfreau. La investigación la realizó el ministro en Visita de la Corte de Apelaciones de Santiago, Jorge Zepeda. El 14 de julio de 2011, este sometió a proceso a la cúpula de la DINA: Manuel Contreras, Pedro Espinoza, Eduardo Iturriaga Neumann y los exagentes Marcelo Moren Brito, José Zara y Miguel Krassnoff. El ministro Zepeda se basó en fichas incautadas en la excolonia Dignidad, donde Chanfreau estuvo detenido. Según un documento encontrado, la detención de Chanfreau se produjo en el marco de los operativos de la DINA con el fin de ubicar, detener y hacer desaparecer a los integrantes del MIR.
Finalmente el ministro Zepeda dictó condena contra los miembros de la DINA responsables del crimen de Alfonso Chanfreau. El ministro dictó sentencia de primera instancia el 23 de mayo de 2013. En esta sentencia fueron condenados a 10 años de cárcel el exdirector de la DINA, general (R) Manuel Contreras, y los exagentes, Marcelo Moren Brito, Ricardo Lawrence Mires y Miguel Krassnoff. Además se condenó a la pena de tres años de cárcel al exagente de la DINA, Basclay Zapata, en calidad de cómplice, y se absolvió a otro ex uniformado, Gerardo Urrich González.
El 8 de agosto de 2014, la Corte de Apelaciones de Santiago dictó sentencia en el caso de Alfonso Chanfreau. La Corte aprobó las condenas que fueron dictadas en primera instancia, por lo que deberán cumplir condenas de 10 años de presidio los exagentes de la DINA: Manuel Contreras, Marcelo Moren, Miguel Krassnoff y Ricardo Lawrence. La Corte además estimó que el exagente Basclay Zapata actuó como autor del delito, no como cómplice como se dictó en primera instancia, por lo que se decidió aumentar la pena de 3 años y un día a 10 años de presidio. En el aspecto civil de la sentencia, la Corte aceptó la tesis del Fisco de Chile, por lo que rechazó entregar una indemnización civil por este crimen. La Corte consideró que el daño está siendo reparado a través de los beneficios derivados de la Ley 19.123 de Reparación.
La Corte Suprema dictó sentencia definitiva el 29 de mayo de 2015. La Segunda Sala penal acogió el recurso de casación presentado para que se concediera indemnizaciones civiles a los familiares de Alfonso Chanfreau. En el aspecto penal, se confirmaron las condenas de 10 años de presidio dictadas en contra de los agentes de la Dirección de Inteligencia Nacional DINA: Manuel Contreras, Marcelo Moren Brito, Miguel Krassnoff, Ricardo Lawrence y Basclay Zapata.

## Legado

### Memoriales
En el campus Juan Gómez Millas de la Universidad de Chile se inauguró una placa donde se rinde un homenaje a los exalumnos, funcionarios de la Facultad de Ciencias Sociales de la Universidad de Chile que fueron víctimas de violación a sus derechos humanos durante la dictadura. En esta placa figura el nombre de Alfonso Chanfreau, exalumno de filosofía de la Universidad de Chile.
El 11 de septiembre del 2014, ante la presencia de la presidenta Michelle Bachelet y del alcalde Gonzalo Durán, se realizó en la comuna de Independencia una ceremonia en reconocimiento a la memoria de María Teresa Eltit, Albano Fioraso y Alfonso Chanfreau, ex estudiantes del Liceo Gabriela Mistral, secuestrados y desaparecidos en 1974 por la dictadura militar. En el acto organizado por sus antiguos compañeros, estuvieron presentes miembros de agrupaciones de derechos humanos y gran parte de la comunidad educativa del Liceo Gabriela Mistral. Luego del acto se inauguró un monumento en el patio del liceo que recuerda a sus tres exalumnos.

### Familia
Erika Hennings permaneció exiliada en Francia hasta la década de los 80, cuando se le permitió volver a Chile y se sumó a las protestas contra la dictadura. Al regreso de la democracia trabajó junto a otras víctimas de Londres 38 para convertirlo en un espacio de memoria. Su nieto, Víctor Harambour Chanfreau, alcanzó notoriedad como vocero de la Asamblea Coordinadora de Estudiantes Secundarios durante el estallido social después de que la organización llamara a sabotear la Prueba de Selección Universitaria, y se filtrara y cancelara el examen de historia.